# Silviu Lung
Silviu Lung (ur. 9 września 1956 w Sânmiclăuş) – rumuński piłkarz, występujący na pozycji bramkarza.
Jest wychowankiem Victorii Carei, ale w wieku osiemnastu lat przeniósł się do Universitatei Craiova, z którą w 1974 roku zadebiutował w Divizii A. Początkowo był rezerwowym, a miejsce w pierwszym składzie wywalczył przed sezonem 1976–1977. Pierwsza połowa lat 80. to najlepszy okres w historii klubu; w tym czasie Universitatea zdobyła dwa tytuły mistrza kraju, dwa wicemistrzostwa i Puchar oraz dotarła do półfinału PU, a Lung w 1984 roku otrzymał nagrodę dla najlepszego piłkarza Rumunii. Grał w zespole z Krajowy do 1988 roku, kiedy trafił do Steauy Bukareszt. Zastąpił w bramce niedoświadczonego Dumitru Stângaciu i w 1989 roku wygrał rozgrywki ligowe oraz awansował do finału PEMK. Po Mundialu 1990 wyjechał do hiszpańskiego CD Logrones, ale był tam jedynie rezerwowym. Wrócił do kraju w 1991 roku. Piłkarską karierę zakończył trzy lata później w wieku 38 lat w barwach Universitatei Craiova, z którą w ostatnim swoim sezonie zajął drugie miejsce w ekstraklasie.
W reprezentacji Rumunii rozegrał 77 meczów. Początkowo był zmiennikiem Vasile’a Iordache’a i Cristiana Gheorghe, a potem Dumitru Moraru. Miejsce w pierwszej jedenastce wywalczył dopiero w końcowej fazie eliminacji do Euro 1984. Wystąpił w dwóch meczach mistrzostw Europy. W drugiej połowie lat 80. rywalizował o miejsce w składzie z Moraru. Od 1988 był kapitanem drużyny, także na Mundialu 1990. Po tym turnieju 34-letni Lung został zastąpiony przez młodszego o dwanaście lat Florina Pruneę. Powrócił do kadry jeszcze pod koniec roku 1991, a ostatni mecz rozegrał w czerwcu 1993 roku. Ale wówczas przeciw Czechosłowacji w eliminacjach do Mundialu 1994 przepuścił pięć bramek; po tym spotkaniu zdymisjonowany został selekcjoner Cornel Dinu.

## Sukcesy piłkarskie
- mistrzostwo Rumunii 1980 i 1981, wicemistrzostwo Rumunii 1982, 1983 i 1994, Puchar Rumunii 1978 i 1983 oraz półfinał Pucharu UEFA 1983 z Universitateą Craiova
- mistrzostwo Rumunii 1989, wicemistrzostwo Rumunii 1990, Puchar Rumunii 1989 oraz finał Pucharu Mistrzów 1989 ze Steauą Bukareszt
- Puchar Rumunii 1993 z Electroputere Craiova
- Piłkarz roku 1984 w Rumunii. Rok wcześniej zajął w tym plebiscycie drugie miejsce.